# Stockhorn Arena
La Stockhorn Arena (conosciuta anche con il precedente nome di Arena Thun) è uno stadio sportivo situato a Thun, in Svizzera. Ospita le partite casalinghe del Thun, formazione che milita in challenge league.

## Storia
L'arena ha sostituito lo Stadion Lachen, impianto che ha ospitato le partite casalinghe del Thun dal 1954 al 2011. La nuova struttura (allora chiamata Arena Thun) è stata inaugurata il 9 luglio 2011 con l'incontro Thun-Colonia, terminato 2-2. Il primo giocatore a segnare nel nuovo stadio è stato Milivoje Novakovič, attaccante del Colonia.
Nel febbraio 2014, l'Arena Thun AG, l'operatore dello stadio, ha ceduto i diritti del nome alla compagnia Stockhornbahn AG, il nuovo sponsor principale, e ha annunciato il cambiamento del nome dello stadio in Stockhorn Arena. La cerimonia ufficiale è avvenuta il 12 aprile successivo, in occasione della partita tra Aarau e FC Thun.
Attualmente, dal 2024, il Lugano vi disputa gli incontri di coppe europee, prevedibilmente fino alla primavera 2026 quando i lavori allo stadio di Cornaredo saranno ultimati e sarà omologato dall'UEFA. 

## Dati tecnici
La Stockhorn Arena ha una capienza di circa 10.000 posti ed è anche utilizzata della rappresentativa calcistica Under-21 della Svizzera. Lo stadio presenta un terreno di gioco in erba sintetica (RS FIFA-certificato-2-Star). La dimensione del terreno è 105x68 m.

## Galleria d'immagini

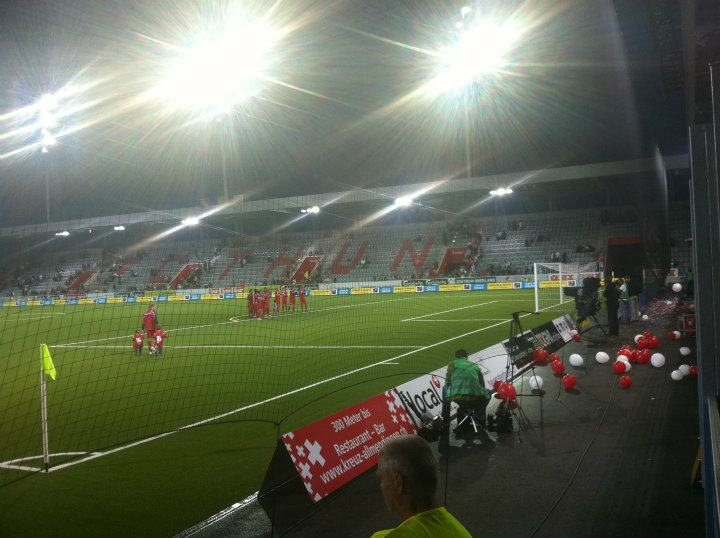
Vista dall'interno dello stadio
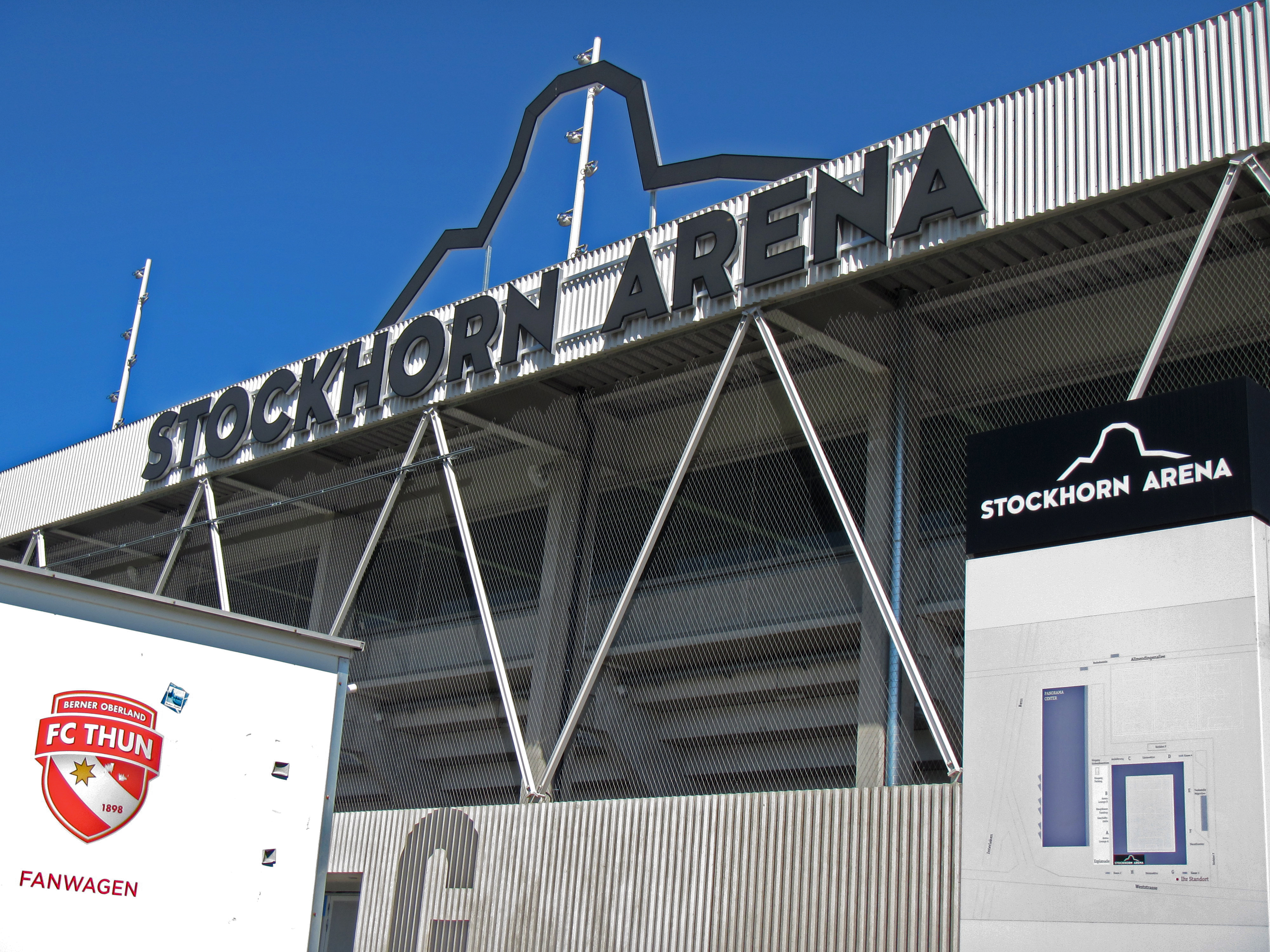
L'esterno dello stadio
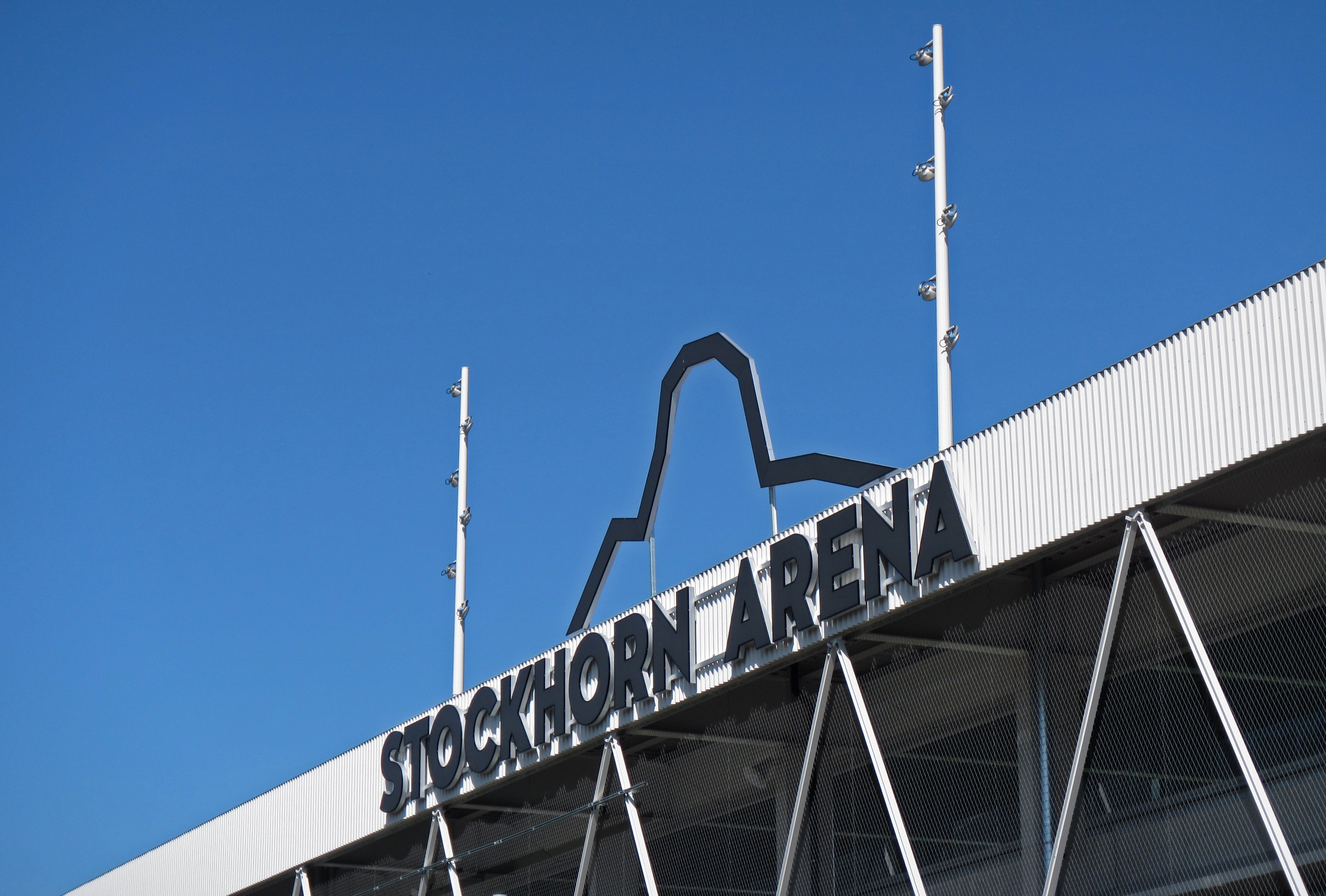
L'esterno dello stadio
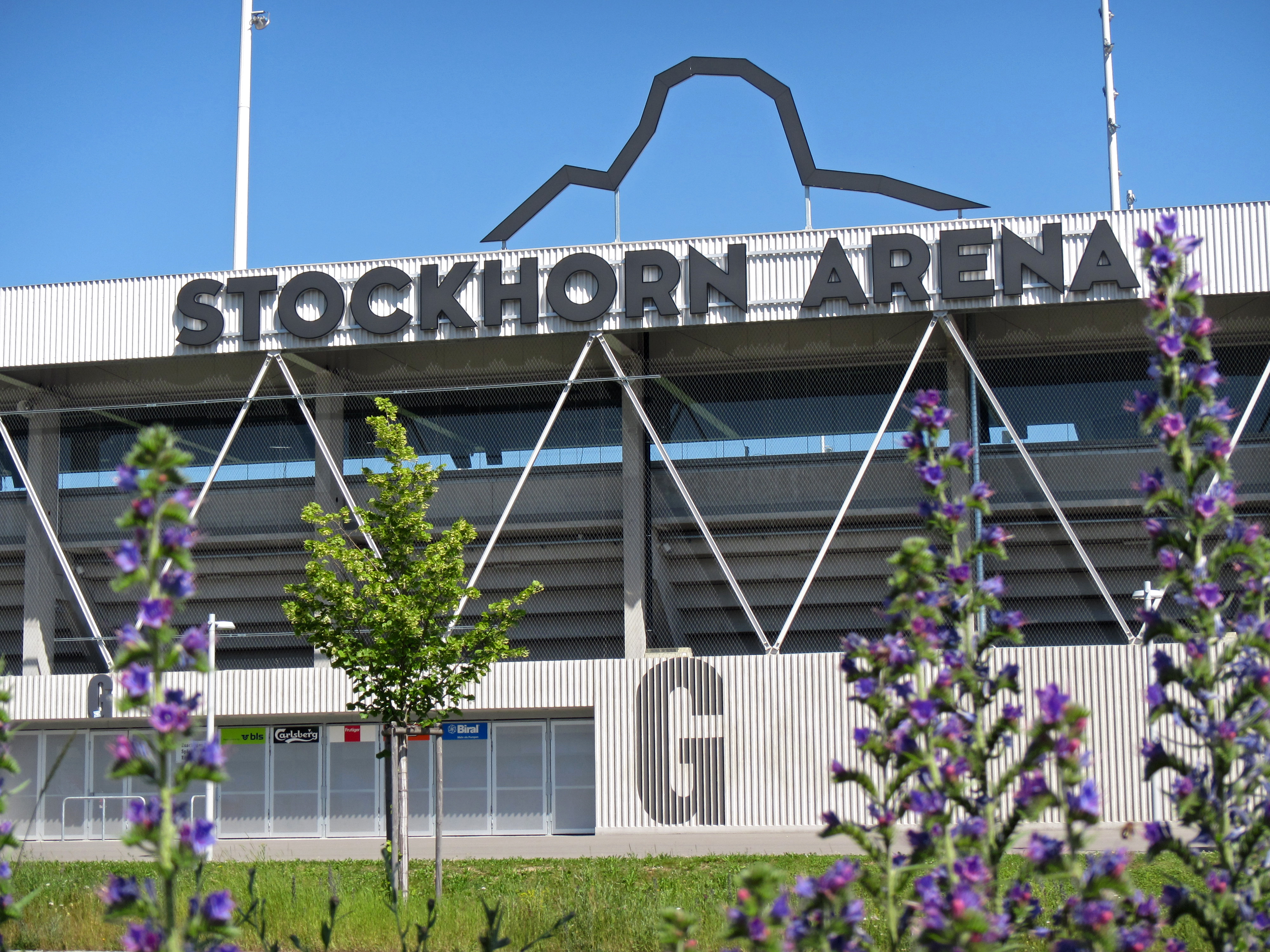
L'esterno dello stadio
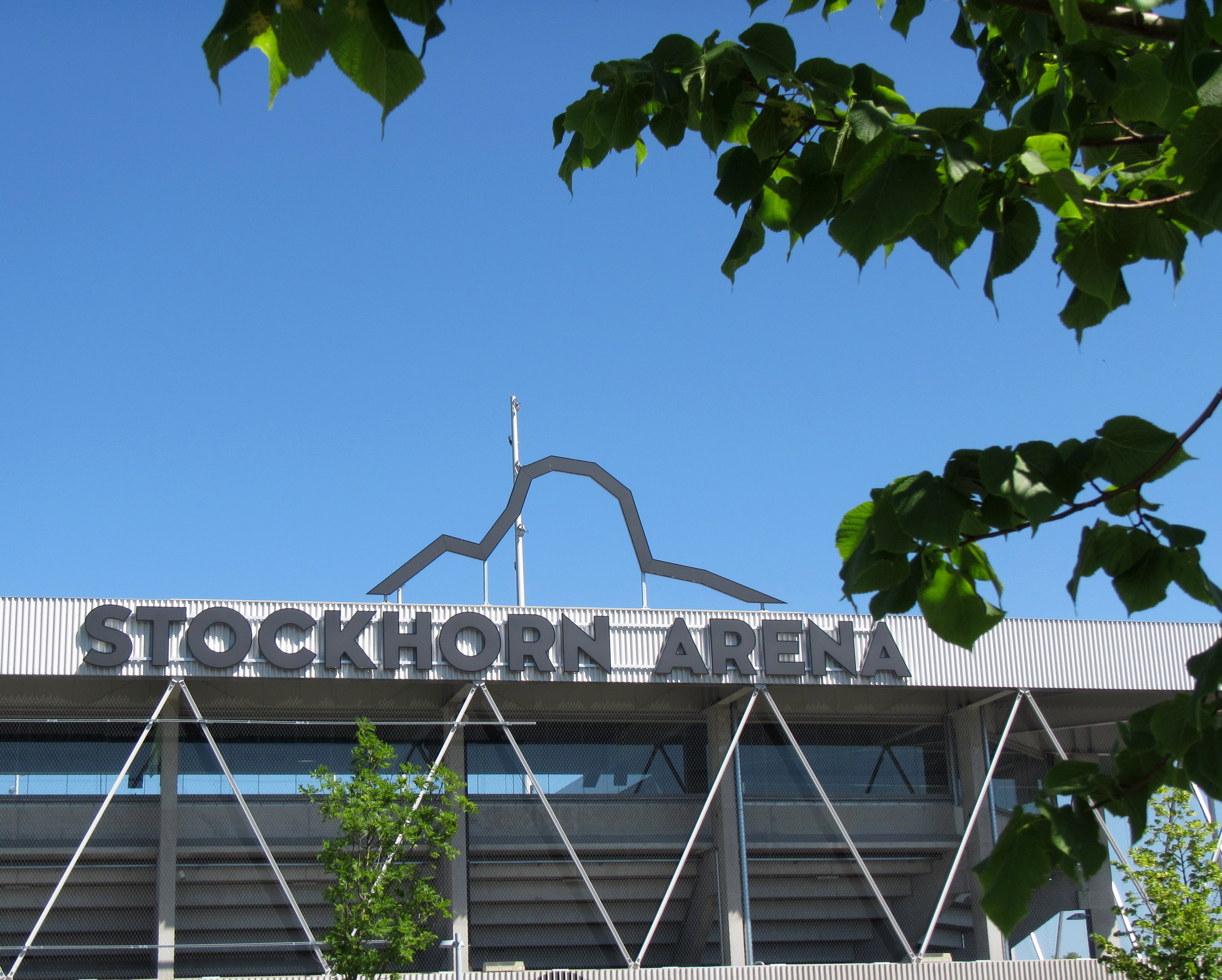
L'esterno dello stadio
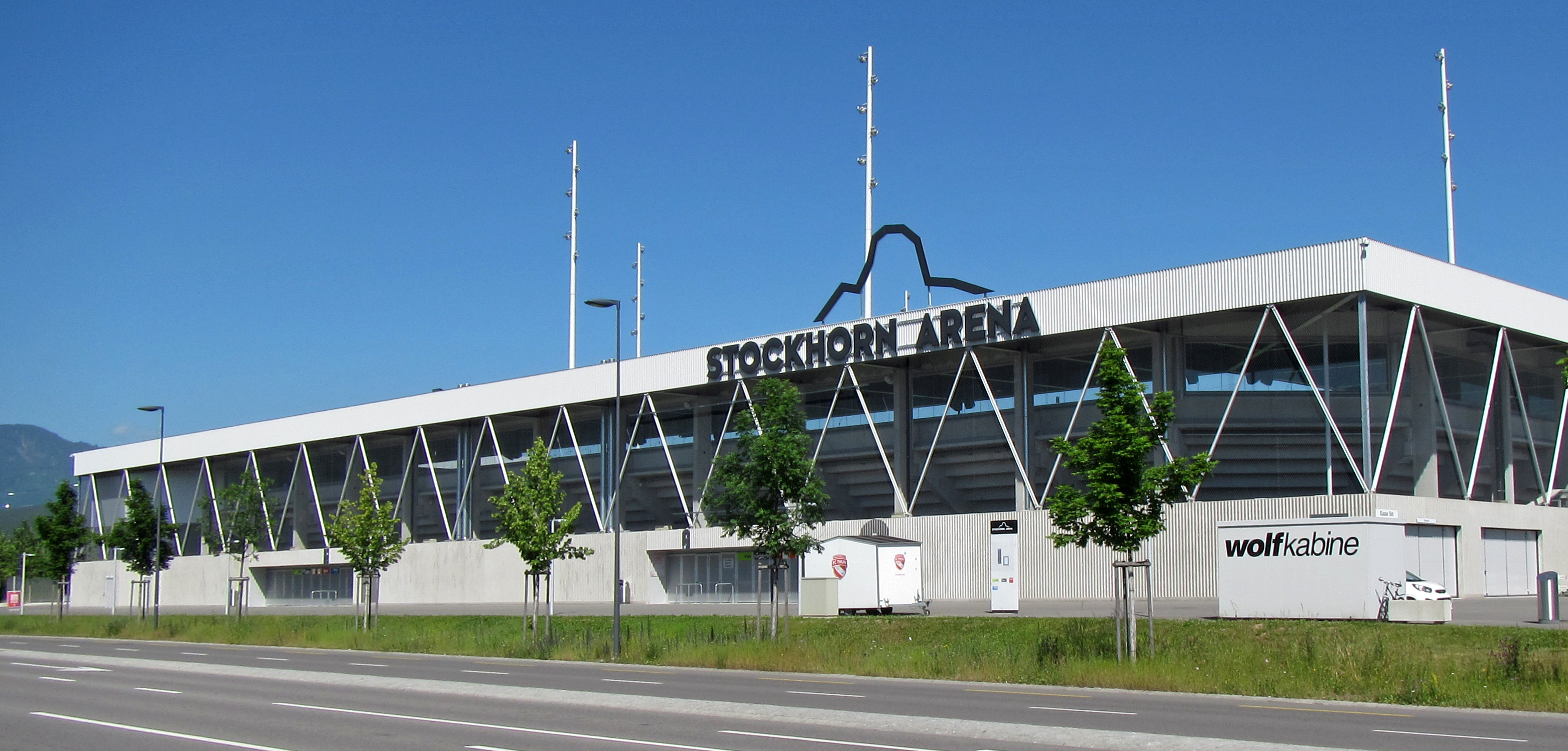
Panorama